# 2차 성징
2차 성징(二次性徵, 중국어: 第二性征, 영어: Secondary sex characteristic)은 성장하면서 남녀의 신체적 특징이 드러나는 것을 말한다. 사람은 사춘기 때 나타나며 동물에게서도 나타난다.

## 사람

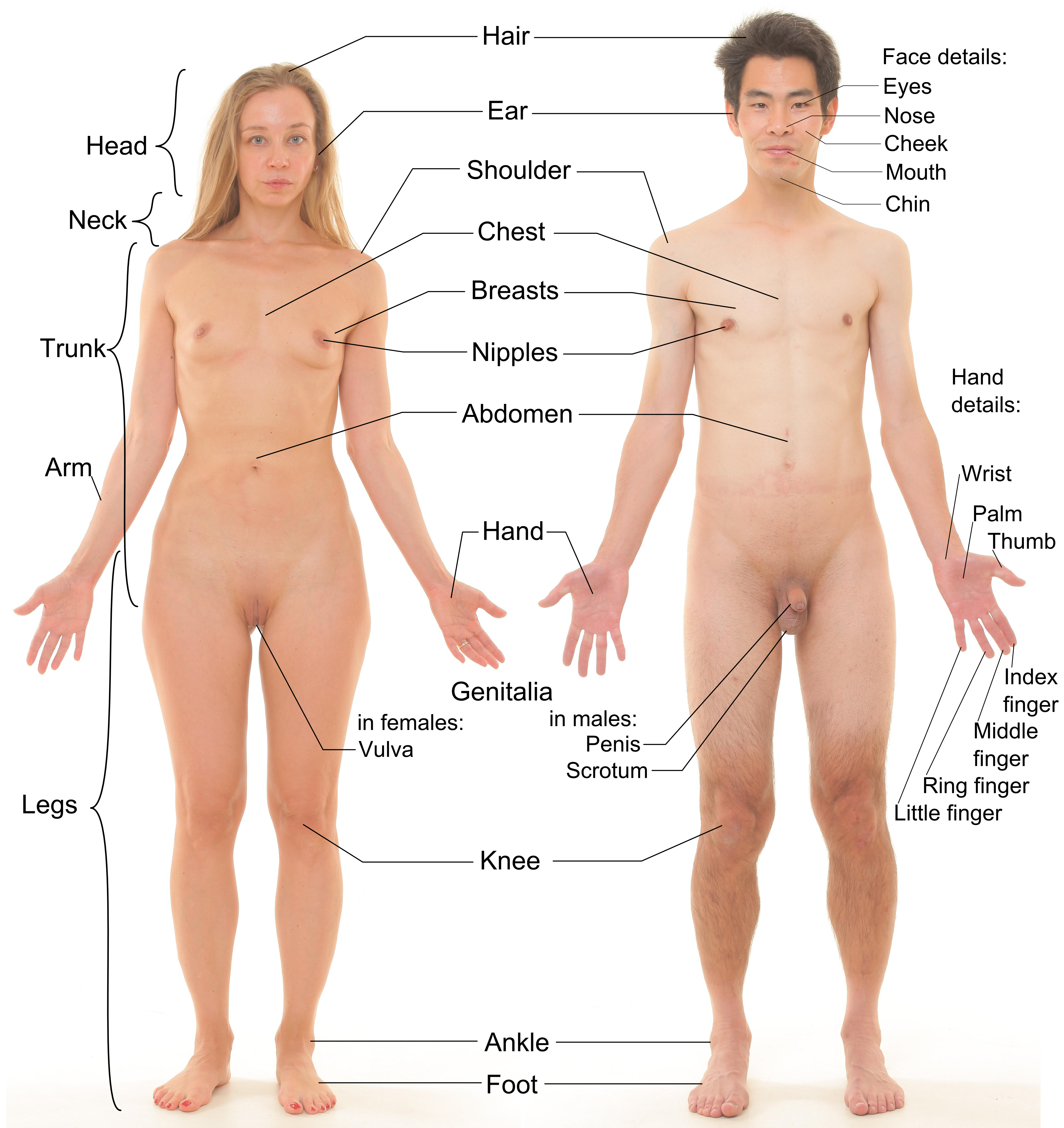
남성과 여성의 몸의 특징

2차 성징을 시작하면서 남녀는 신체의 변화가 온다.
| - 음모가 발달한다. - 겨드랑이에 털이 난다. - 여드름이 난다. | - 목소리가 굵게 변성기가 두드러진다. - 수염이 난다. - 음경과 고환이 발달한다. - 근육이 발달한다. | - 유방이 커지고 골반이 넓어진다. - 생리가 시작된다. |

## 같이 보기
- 사춘기
- 성조숙증